# Haplochernes nanus
Espèce
Haplochernes nanus est une espèce de pseudoscorpions de la famille des Chernetidae.

## Distribution
Cette espèce est endémique de La Réunion.

## Description
Haplochernes nanus mesure de 1,8 à 1,9 mm.

## Publication originale
- Mahnert, 1975 : Pseudoskorpione der Insel Réunion und von T.F.A.I. (Djibouti). Revue Suisse de Zoologie, vol. 82, no 3, p. 539-561 (texte intégral).